# روبن اس
روبن اس (انگلیسی: Robin S.؛ زادهٔ ۲۷ آوریل ۱۹۶۲) یک موسیقی‌دان اهل ایالات متحده آمریکا است. وی از سال ۱۹۹۲ میلادی تاکنون مشغول فعالیت بوده‌است.